# 박일경
박일경(朴一慶, 1920년 10월 18일 ~ 1994년 9월 6일, 경북 의성)은 대한민국의 헌법학자이다. 제3공화국에서 법제처장과 문교부 장관을 지냈으며, 명지대학교 총장도 역임했다.
일제 강점기 말기에 조선총독부 군수를 지내 민족문제연구소가 2008년 발표한 민족문제연구소의 친일인명사전 수록예정자 명단 관료 부문에 포함되었다.

## 약력
- 1937년: 대구공립고등보통학교 졸업
- 1942년: 경성제국대학 법문학부 법과 학사
- 전라남도 함평군수
- 1949년: 서울대학교 조교수
- 1961년: 법제처장
- 1962년: 문교부 장관
- 1969년: 경희대학교 대학원장 보관됨 2021-12-11 - 웨이백 머신
- 1975년: 명지대학교 학장
- 1976년: 국민훈장 무궁화장
- 1980년: 국가보위입법회의 입법의원
- 1984년: 명지대학교 총장

## 참고 문헌
- 박일경 - 대한민국학술원
- “박일경”. 한국 브리태니커 온라인. 2008년 2월 17일에 확인함.[깨진 링크(과거 내용 찾기)]
- 박일경(朴一慶) -  한국행정연구원

| 전임 (초대) | 제3대 국무원 사무처 법제차장 1960년 7월 1일 ~ 1960년 8월 26일 | 후임 박일경 |

| 전임 박일경 | 제4대 국무원 사무처 법제차장 1960년 8월 26일 ~ 1961년 5월 18일 | 후임 (내각사무처 차장)박일경 |

| 전임 (국무원 사무처 법제차장)박일경 | 제5대 내각사무처 법제차장 1961년 5월 20일 ~ 1961년 10월 3일 | 후임 서정순 |

| 전임 (내각사무처 법제국장)현명섭 | 초대 법제처장 1961년 10월 2일 ~ 1962년 10월 15일 | 후임 문홍주 |

| 전임 김상협 | 제12대 문교부 장관 1962년 10월 15일 ~ 1963년 3월 1일 | 후임 이종우 |

| 전임 유형진 | 한국교원단체총연합회 회장 1984년 ~ 1987년 | 후임 정범석 |